# Fundación Beckley

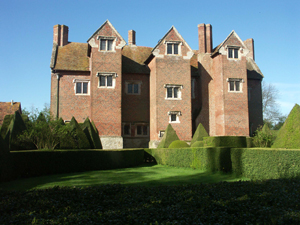

La Fundación Beckley es una organización sin fines de lucro que promueve la investigación de la conciencia y sus cambios desde una perspectiva multidisciplinaria. Está ubicada en Beckley Park en el condado de Oxfordshire en el Reino Unido.
La Fundación Beckley auspicia investigación en los campos de la ciencia, la salud, la política y la historia de las prácticas utilizadas por el ser humano para alterar los estados de conciencia, los que varían desde la meditación hasta el uso de substancias psicoactivas.
Entre sus actividades se cuentan la dirección de programas de investigación científica, la organización de seminarios, la investigación de las leyes relacionadas con la política de las drogas y la diseminación de información a académicos, profesionales de la salud, legisladores y al público en general. El interés principal de la Fundación Beckley yace en toda investigación científica que tenga implicaciones prácticas en el mejoramiento de la salud y en el bienestar del ser humano. La Fundación Beckley ha sido fundada y dirigida por la señora Amanda Feilding, Lady Neidpath. 
El edificio donde funciona la fundación fue construido por la arquitecta Clotilde Kate Brewster en 1922.

## Miembros de su grupo de asesores científicos
- Profesor Colin Blakemore
- Profesor Gustav Born
- Profesor Mark Geyer
- Profesor Lester Grinspoon
- Profesor Albert Hofmann
- Profesor Leslie L. Iversen
- Profesor Yuri E. Moskalenko
- Profesor Dave E. Nichols
- Profesor David Nuttá
- Profesor Vilayanur S. Ramachandran
- Profesor Trevor Robbins
- Dr Ronald Sandison
- Dr Alexander Shulgin
- Profesor André Tylee